# Вацлав Клаус
Вацлав Клаус (чеш. Václav Klaus; Праг, 19. јун 1941) је чешки економиста и политичар. Бивши председник Чешке Републике од 2003. до 2013. године, који је био и премијер у периоду од 1992. до 1997. године. Један је од оснивача Грађанске демократске партије.
Инострани члан Српске академије наука и уметности од 5. новембра 2009.

## Биографија
Дипломирао је на Економском факултету у Прагу 1962. године, докторат одбранио 1968. године, а одређено време је провео на универзитетима у Италији и САД на Универзитету Корнел.
Током своје ране каријере, (1963-1970) Клаус је радио као истраживач на Економском институту Чехословачке академије наука, где је на крају постао шеф новооснованог Одељења за макроекономску политику Академије, део Института за прогнозе. Потом је радио у Чехословачкој државној банци (1971‒1986); Центру за економске прогнозе Чехословачке академије наука (1987-1989); Економском факултету Универзитета у Прагу, професор (1995‒).
Након Плишане револуције, као члан Грађанског форума постаје министар финансија 1989. године. У априлу оснива десно оријентисану Грађанску демократску партију (ГДП) и њен лидер остаје до 2002. године. Сада је почасни председник.
Након вишестраначких избора 1992. ГДП постаје најјача чешка партија, а Клаус постаје председник Владе. И после избора 1996. остаје на том месту. Премијер остаје до наредних парламентарних избора 1998. Био је последњи премијер Чешке Републике док је била у оквиру Чешке и Словачке савезне Републике.
Како је партија изгубила на парламентарним изборима 1998. и 2002, Вацлав Клаус одлучује да се кандидује за председника и чешки парламент га бира на то место 28. фебруара 2003. По други пут бива изабран на то место почетком 2008. године. Као председник државе је био познат по критиковању глобалног загревања и зелене идеологије. Био је такође велики критичар Европске уније. Забранио је на пример да буде у његовој резиденцији застава ЕУ.
Заступа евроскептичне ставове. Противник је Лисабонског споразума и са њим повезане централизације и појачане улоге јачих држава у Европи. Био је истакнути критичар НАТО бомбардовања СРЈ, а успротивио се и признавању независности Косова и Метохије. У веси за миграцијском кризом у средњој Европи 2015. је најавио подршку партији Алтернатива за Немачку у Немачкој.

## Награде и признања
За свој рад награђен је следећим наградама и признањима. Додељене су му и почасне дипломе бројних универзитета у земљама широм света.:
- 45 почасних доктората;
- Међународна фондација за слободу (International Freedom Foundation), Њујорк (1990);
- Шумпетерова награда (Schumpeter Gesellschaft), Беч (1991);
- Награда „Walter M. Courtis”, Sacred Heart University (1992);
- Шмитхинова награда за слободу (Max Schmidheiny’s Freedom Price, Max Schmidheiny Stiftung), Санкт Гален (1992);
- Награда „Појтингер” (Peutinger Prize, Peutinger-Collegium), Минхен (1993);
- Награда „Лудвиг Ерхарт” (Ludwig Erhard Award, Ludwig Erhard Stiftung) Бон (1993);
- Награда Компаније „Херман Линдрат” (Hermann Lindrath Gesellschaft) Хановер (1993);
- Награда „Конрад Аденауер” (Konrad Adenauer Stiftung) Праг (1993);
- Награда Европског клуба (Club of Europe Award, Club of Europe) Берлин (1995);
- Награда за транзицију Фондације Форума Кранс Монтана (Le Prix 1994 Transition Award, Fondation du Forum Universale, Crans Montana) (1994);
- Награда „Адам Смит” (Adam Smith Award, Libertas), Копенхаген (1995);
- Интернационална награда за демократију Центра за демократију (International Democracy Аward, The Center for Democracy), Вашингтон (1995);
- Трансатлантска награда за лидерство (Transatlantic Leadership Award, European Institute), Вашингтон (1995);
- Prognos Award, Prognos Forum, Базел (1995);
- James Madison International Award, Madison Institute, Џексонвил (1995);
- Награда „Kарел Енглиш”, Universitas Masarykiana Foundation, Брно (1995);
- European Enterprise and Crafts Award, Келн (1996);
- Goldwater Medal for Economic Freedom, Феникс, САД (1997);
- Bernhard Harms Medal, Kiel Institute (1999);
- Great Kennedy Cross, John F. Kennedy University, Буенос Ајрес (2002);
- Distinguished Leader Award, Далас, САД (2003);
- Founder’s Award, The Fraser Institute, Ванкувер (2004);
- Prize of the Universitas Masarykiana Foundation, Брно (2004);
- European Regional Integration Prize – ERI prix, Lower Austria Provincial Assembly, Аустрија (2005);
- Dean’s Medal for Distinguished Leadership, Brandeis University, International Business School, United States (2005);
- Награда „Адам Смит” (2006);
- Foundation for Economic Education, Њујорк(2006);
- Michal Tošovský Annual Award 2006 – For a Continuous Living Approach and Attitude to Removing Bureaucracy, Праг (2006);
- The gold medal of the City of Athens, The Athens City Council, Атина (2006);
- Gold medal of the Hellenic Parliament, Атина (2006);
- Auslandsösterreicherpreis der Wahlrechtskomitee, Беч (2007);
- US University Presidential Medal, American University of Cairo, Египат (2008);
- Great Gold Medal of the University of Hradec Králové, University of Hradec Králové (2008);
- Julian Simon Prize, Competitive Enterprise Institute, Вашингтон, САД (2008);
- Columbia Award, Washington Policy Center, Вашингтон, САД (2008);
- Barry Goldwater Award for Liberty, Goldwater Institute, Феникс, Arizona, САД (2008);
- Friedrich August von Hayek Foundation International Freiburg Award, Фрајбург (2009);
- Gold Peutinger’s Medal, Peutinger Collegium, Минхен (2009);
- Legion of Liberty Award, Instituto de Pensamiento Estratégico Ágora A.C. and Institut Cultural Ludwig von Mises A.C. (Mexico), Праг (2009);
- „Полак“ награда, Праг (2009);
- Grand Cross Order, Cámara de Comercio de Lima, Лима (2009);
- Erwin Kisch Award for Nonfiction, Праг (2010);
- The Golden Arrow Lifetime Achievement Award, Vienna Congress Com.Sult, Беч (2011);
- Annual Award of the Association of Entrepreneurs of Slovakia (2012);
- Slovak Matrix Award (2013);
- Truman-Reagan Medal of Freedom, Victims of Communism Memorial Foundation, Вашингтон (2013);
- Hillsdale Freedom Leadership Award, Hillsdale College, Мичиген (2013);
- „Una Vida por la Libertad“, Caminos de la Libertad, Мексико сити (2013);
- International Leontief Medal for Contribution to Economic Reforms, Leontief Center, Санкт Петерсбург (2014);
- Commemorative Medal for Contribution to Economic Theory and Economic Reality, University of Economics in Bratislava (2014);
- Yegor Gaidar Award, Yegor Gaidar Foundation, Москва (2014);
- Egon Ervin Kisch Award, Nonfiction Authors’ Club, Letohard (2016);
- Cross of Merit, Czech Union of Freedom Fighters, Праг (2016);
- European Freedom Award, Столкхолм (2016);
- The Jagiellonian Prize, Jagiellońskie College – Toruńska Szkola Wyźsza, Toruń (2017);
- Premio Impegno Civico, Impegno Civico Association, Болоња (2017);
- The Petofi Prize, The Twenty-first Century Institute, Будимпешта (2018)